# Benedetto Gentile Pevere
Benedetto Gentile Pevere (Genova, 1490 – Genova, 1555) fu il 55º doge della Repubblica di Genova.

## Biografia
Figlio di Giovanni Gentile Pevere, signore di Capo Corso in Corsica, e di Mariettina Grimaldi nacque presumibilmente a Genova intorno al 1490. La sua famiglia si iscrisse nell'Albergo dei Gentile dal 1309.
A differenza dei suoi predecessori le fasi iniziali di Benedetto Gentile Pevere non furono legati alla vita politica genovese, bensì presso la corte pontificia a Roma dove esercitò la professione di chierico di camera in diversi uffici della Santa Sede. Lasciata Roma si ritrasferì nella capitale della repubblica genovese dove sposò Benedettina Fieschi, figlia di Paride, dalla quale ebbe un figlio, Francesco; quest'ultimo morì in giovane età affogando in una piena eccezionale del torrente Polcevera.
La sua elezione dogale, il 4 gennaio 1547, accadde in una fase cruciale per Genova e il suo dogato. Negli stessi giorni, infatti, si mise in atto la celebre congiura di Gianluigi Fieschi contro il potere dei Doria e del suo massimo esponente: l'ammiraglio Andrea Doria. Le cronache degli annali raccontano che fu proprio lo stesso Doria ad appoggiare la nomina di Benedetto Gentile Pevere, nonostante la stretta parentela della moglie con i Fieschi avrebbe potuto destare perplessità o incompatibilità. La scelta sul neoeletto doge, il decimo con carica biennale e il cinquantacinquesimo nella storia repubblicana, non fu però casuale poiché già in altre circostanze le preferenze politiche dell'ammiraglio Doria ricaddero su personalità considerate pacifiche e soprattutto malleabili in caso di crisi.
Terminò la sua carica dogale il 4 gennaio 1549. Morì presumibilmente a Genova nel 1555 dove fu sepolto nella chiesa di San Benigno.